# Ctenocompa hexaspila
Ctenocompa hexaspila är en fjärilsart som beskrevs av Edward Meyrick 1919. Ctenocompa hexaspila ingår i släktet Ctenocompa och familjen säckspinnare. Inga underarter finns listade i Catalogue of Life.